# Avelino Cadilla
Avelino Cadilla – piłkarz urugwajski, obrońca.
Jako piłkarz klubu River Plate Montevideo wziął udział w turnieju Copa América 1937, gdzie Urugwaj zajął czwarte miejsce. Cadilla zagrał w trzech meczach – z Peru, Brazylią i Argentyną.
Wciąż jako piłkarz klubu River Plate wziął udział w turnieju Copa América 1941, gdzie Urugwaj został wicemistrzem Ameryki Południowej. Cadilla zagrał we wszystkich czterech meczach – z Ekwadorem, Chile, Argentyną i Peru.
Po turnieju Cadilla razem z reprezentacyjnym kolegą Ismaelem Rivero przeniósł się do Argentyny, dokąd ściągnął ich potężny River Plate. Wraz z nowym klubem dwukrotnie został mistrzem Argentyny – w 1941 i 1942 roku. Łącznie w argentyńskim River Plate Cadilla rozegrał 30 meczów.
Cadilla rozegrał w reprezentacji Urugwaju 7 meczów – wszystkie podczas turniejów Copa América.